# Толеубаев, Абдеш Ташкенович
Абдеш Ташкенович Толеубаев (каз. Әбдеш Тәшкенұлы Төлеубаев; 15 ноября 1953, Чугучак, округ Чугучак — 10 июля 2023) — советский и казахский историк, археолог и этнограф, доктор исторических наук, профессор Казахского национального университета.

## Биография
Родился 15 ноября 1953 года в городе Чугучак в Китае. В 1959 году вместе с родителями переехал в Казахскую ССР. В 1970 году окончил среднюю школу имени М. Ауэзова в селе Кокжира Аксуатского района Семипалатинской области (ныне Абайская область).
В 1970—1975 годах обучался на историческом факультете Казахского государственного университета (КазГУ, сейчас Казахский национальный университет, КазНУ). Участвовал в археологических экспедициях под руководством академика А. Х. Маргулана и доцента А. М. Оразбаева. Окончил с отличием.
В 1975 году поступил в аспирантуру Института этнографии имени Миклухо-Маклая АН СССР в Москве. Занимался исследованиями на стыке этнографии и археологии под руководством Т. А. Жданко и Г. П. Снесарева. В 1979 году защитил диссертацию о реликтах древних верований казахов и получил учёную степень кандидата исторических наук.
С 1979 года работал на кафедре археологии и этнологии в КазГУ. С 1989 года на протяжении 15 лет возглавлял эту кафедру. Вёл спецкурсы «Теория этноса», «Этногенез казахов», «Эпоха бронзы Казахстана», «Сако-скифская археология» и «Кочевая цивилизация». Также с 1989 года возглавлял группу по изучению памятников эпохи бронзы и ранних кочевников Восточного Казахстана.
В 1992 году защитил диссертацию «Реликты доисламских верований казахов» и получил учёную степень доктора исторических наук. В 1995 году получил учёное звание профессора.
Умер 10 июля 2023 года.

## Деятельность
Основные направления научных исследований: древняя этнокультурная истории Казахстана, традиционная этнографическая культура казахов. Автор более 300 научных статей и 5 монографии. Соавтор учебников «История Казахстана» для 6, 10 и 11 классов и вузовского учебника «Древняя и средневековая история Казахстана».
Организовывал археологические экспедиции, в том числе в 1984—1985 годах в Оренбургскую и Астраханскую области России. Обнаружил шиликтинского «золотого» человека и «золотого» коня в долине Елеке-сазы.
По данным Восточно-Казахстанской областной библиотеки имени А. С. Пушкина «более половины среднего и младшего поколения археологов и этнографов Казахстана обучались и воспитывались научной школой А. Толеубаева».

## Награды
- Первая премии имени Ч. Ч. Валиханова (2006)[1]
- Нагрудный знак «За вклад в развитие науки Республики Казахстан» (2008) от Министерства образования и науки Казахстана[1]
- Лучший преподаватель Казахского национального университета (2008)[1]
- Медаль «За трудовое отличие» (2010)[1]
- Орден «Курмет» (2011)[1]
- Большая золотая медаль аль-Фараби (2021)[1]
- Почётный гражданин Восточно-Казахстанской области (2023)[1]
- Действительный член Академии художеств Казахстана[1]